# بيتر ر. غرانت
بيتر ر. غرانت (بالإنجليزية: Peter Grant)‏ هو عالم أحياء تطوري بريطاني، ولد في 26 أكتوبر 1936 في لندن في المملكة المتحدة.